# Grandville
Grandville či J. I. I. Grandville [granvil], občanským jménem Jean Ignace Isidore Gérard, (13. září 1803 Nancy – 17. března 1847 Vanves) byl francouzský kreslíř, ilustrátor a karikaturista.
Narodil se v rodině umělců, prvním učitelem výtvarného umění mu byl jeho otec, miniaturista; pseudonym Grandville převzal od svých prarodičů. Ve věku 20 let odešel do Paříže. Proslavil se sérií kreseb Soudobé metamorfózy (Les Métamorphoses du jour, 1828–29), zobrazující vtipné scény s antropomorfními zvířaty. Tím si získal přístup do řady časopisů a stal se předním francouzským karikaturistou, který výrazně ovlivnil další rozvoj žánru. Po zavedení cenzury roku 1835 karikaturu opustil a věnoval se především knižní ilustraci.
Z jeho pozdějšího díla jsou významné fantastické a téměř surrealistické cykly grafik Jiný svět (L'Autre Monde) a Oživlé květiny (Les Fleurs animées).

## Galerie

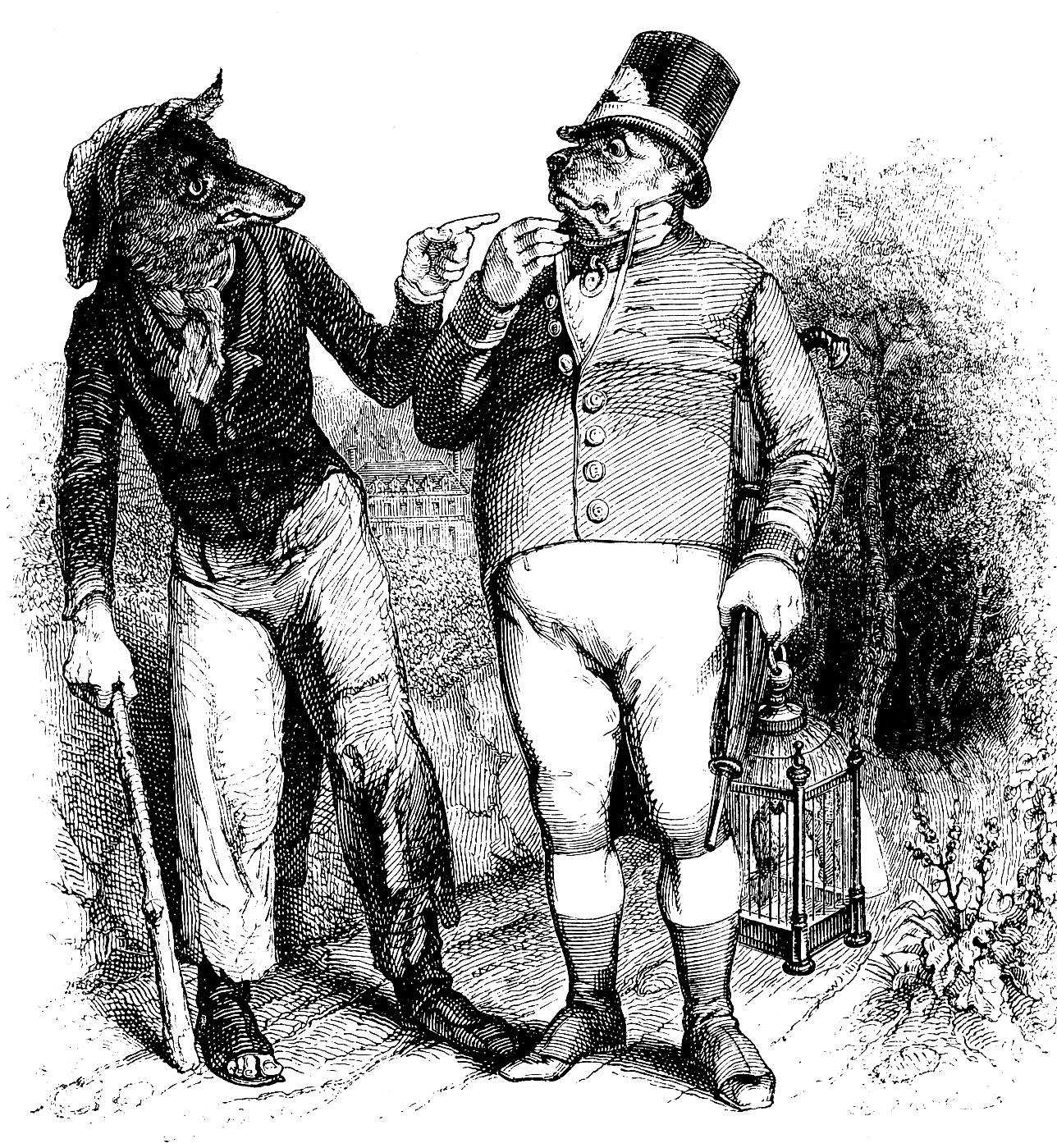
Liška a pes, kresba z cyklu Soudobé metamorfózy
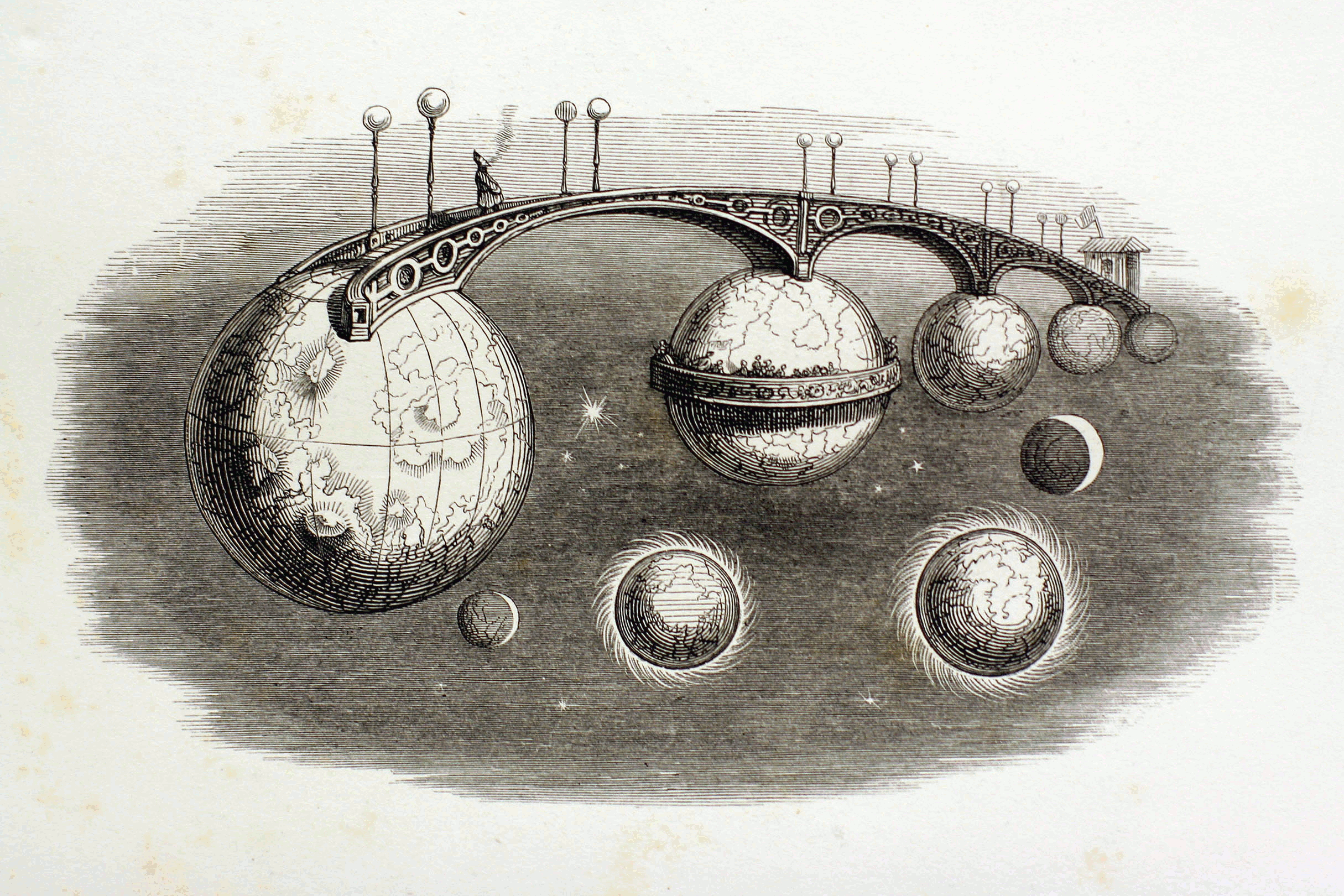
Ilustrace z Un Autre Monde
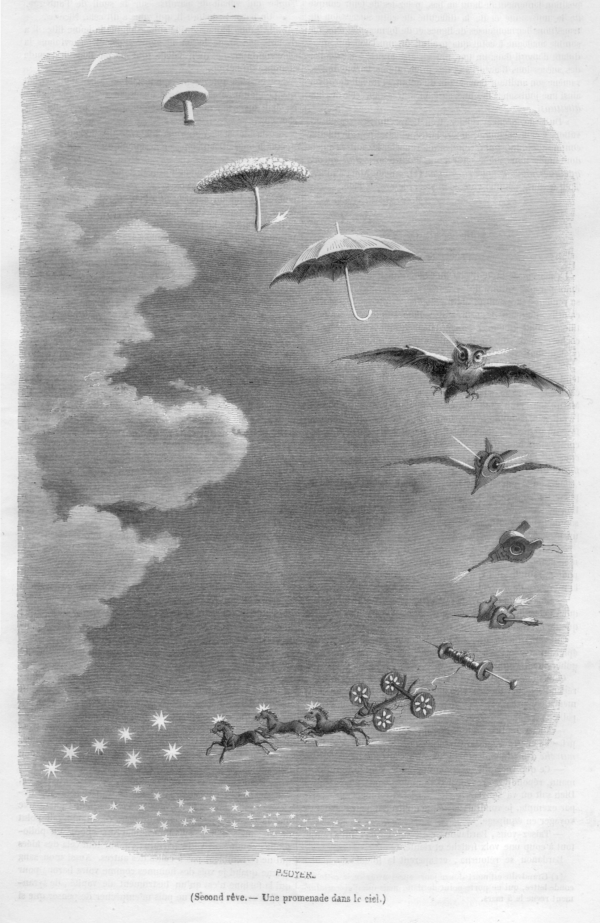
Une promenáda dans le ciel, ilustrace z Le Magasin pittoresque
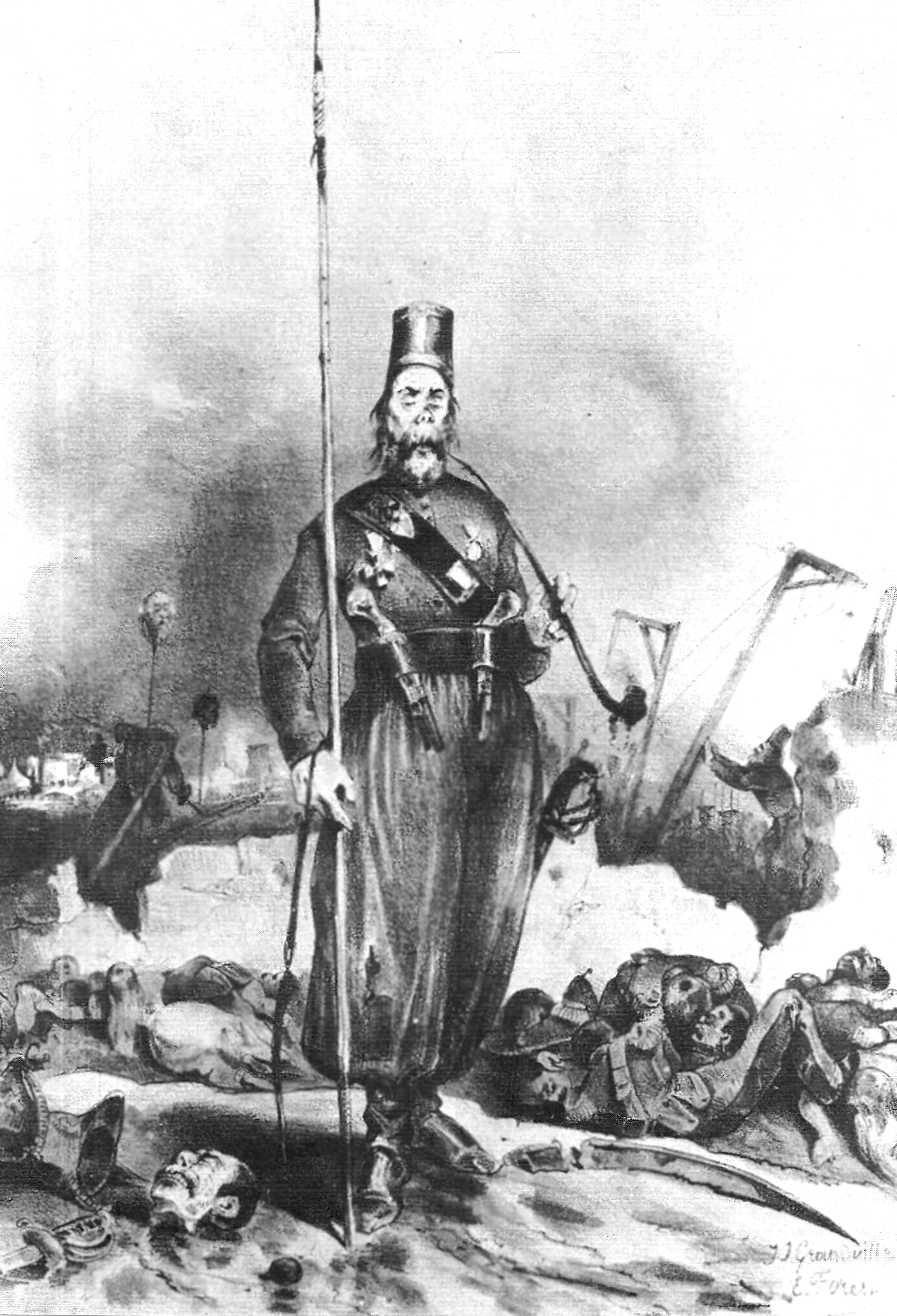
L'ordre règne à Varsovie, karikatura evokující potlačení listopadového povstání